# Jonathan Adams (acteur américain)
Pour les articles homonymes, voir Jonathan Adams et Adams.
 (mars 2022).
Jonathan Adams est un acteur afro-américain né le 16 juillet 1967 à Pittsburgh en Pennsylvanie.

## Filmographie

### Cinéma
- 1989 : Heartstopper (en) : Jorell
- 1998 : Air Bud 2 (Air Bud: Golden Receiver) : Football Player - Giants
- 2001 : Osmosis Jones : Additional Character Voice (voix)
- 2005 : Planetfall : Zitan Backgrounder
- 2007 : Doctor Strange: The Sorcerer Supreme : Dormammu
- 2009 : Superman/Batman : Ennemis publics
- 2010 : La Ligue des justiciers : Conflit sur les deux Terres : Martian Manhunter
- 2013 : Planes : Voix additionnelles

### Courts-métrages
- 2009 : Midground
- 2012 : The Polar Bears

### Télévision

#### Séries télévisées
- 1990 : Equal Justice (en) : Keane
- 2001 : Felicity : Paramedic
- 2001 : Frasier : Fire Marshall
- 2001 : Walker, Texas Ranger : Lyle Nugent
- 2002 : Emma Brody : Elque 'Q' Polk
- 2002-2005 : Mes plus belles années : Henry Walker
- 2004 : Preuve à l'appui : Juror
- 2005-2006 : Bones : Daniel Goodman
- 2006 : The Unit : Commando d'élite : Buko
- 2007 : Cane : Fosko
- 2007 : Les Frères Scott : Charles Taylor
- 2007 : NCIS : Enquêtes spéciales : Thomas Zuri
- 2007 : The Closer : L.A. enquêtes prioritaires : Randall Williams
- 2007-2008 : Women's Murder Club : Ed Washburn
- 2007-2009 : 24 heures chrono : Peter Hock
- 2008 : Boston Justice : Officer Preston Holt
- 2008 : Médium : Curtis Lambert
- 2009 : NCIS : Los Angeles : Peter Caldwell
- 2009 : Numb3rs : Clifford Hansen
- 2009 : The Cleaner : Harold Miller
- 2009 : The Philanthropist
- 2010 : Black Panther : M'Butu's Security Officer / Citizen / T'Chaka
- 2010 : Desperate Housewives : Luke Rayfield
- 2010 : Miami Medical : Colin
- 2010 : Super Hero Family : Coach Baskin
- 2010 : The Deep End (en) : Robert Craft
- 2010-2011 : Hellcats : Lewis Flynn's Dad
- 2010-2012 : Avengers : L'Équipe des super-héros : Nathaniel Richards / Kang the Conqueror / Older Kang
- 2011 : Burn Notice : Joseph Kamba
- 2011 : Fanboy et Chum Chum : Mr. Trick / Narrator
- 2011 : La Loi selon Harry : Phillip Duggin's Treating Physician
- 2011 : Memphis Beat : Detective Moran
- 2011 : The Glades : Dan Ranson
- 2011-2013 : Green Lantern : Atrocitus
- 2011-2014 : Castle : Vulcan Simmons
- 2012 : Up All Night : Ray
- 2012-2013 : Revenge : Matt Duncan
- 2012-2019 : C'est moi le chef ! (Last Man Standing) : Chuck Larabee
- 2013 : Nikita : President of Chad
- 2013 : Oncle Grandpa : Voix additionnelles
- 2013 : Paire de rois : Mr. Dawson / Paka Tui
- 2013-2014 : La Légende de Korra : Vaatu / Unavaatu / Northern Soldat / ...
- 2013-2015 : Hulk et les Agents du S.M.A.S.H. : Absorbing Man / Thunderball / Piledriver / ...
- 2014 : Crisis : Clark Froy
- 2014 : Dallas : Calvin Hannah
- 2014 : Drop Dead Diva : Zack Reilly
- 2015 : Avengers Rassemblement : Absorbing Man
- 2015 : Once Upon a Time : Disembodied Voice
- 2015 : Princesse Sofia : Mantacorn
- 2015 : Ultimate Spider-Man : Absorbing Man
- 2015-2019 : Les Gardiens de la Galaxie : Ronan the Accuser / Garde / Miner #2
- 2015-2017 : The Stinky & Dirty Show (en) : Big Ben
- 2016 : Masters of Sex : Judge O. Varga
- 2016 : Transformers Robots in Disguise : Mission secrète : Razorpaw
- 2017-2018 : La Ligue des justiciers : Action : Darkseid
- 2017 : Papa a un plan : Pastor Carl
- 2017 : The Orville : Moclan Arbitrator

#### Téléfilms
- 2012 : Titanic at 100: Mystery Solved : Narrator
- 2017 : LEGO Marvel Super Heroes - Guardians of the Galaxy: The Thanos Threat : Ronan the Accuser (voix)
- 2017 : The New V.I.P.'s : Clarence / Conrad
- 2017 : The Sweetest Christmas : Ralphie

### Jeux vidéo
- 2012 : Diablo III : Tyraël
- 2013 : League of Legends : Nasus
- 2014 : Diablo III: Reaper of Souls : Tyraël
- 2015 : Heroes of the Strom : Tyraël / Kramer